# National Book Award for Translated Literature

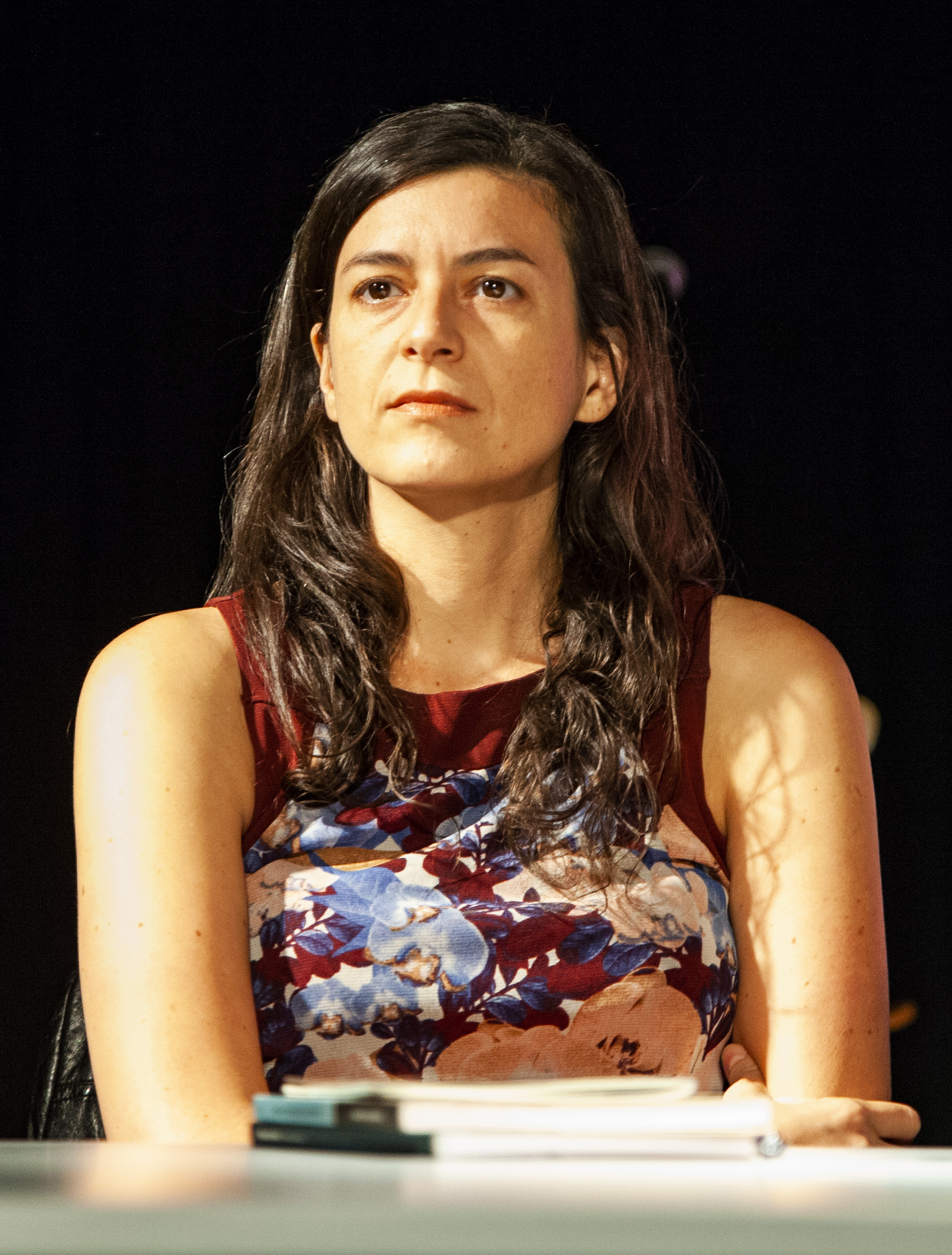
Samanta Schweblin, Autorin des 2022 preisgekrönten Werkes Seven Empty Houses

Der National Book Award für Übersetzungen (National Book Award for Translated Literature) wird seit 2018 wieder vergeben.
Ein Preis für übersetzte Literatur wurde bereits von 1967 bis 1983 vergeben, wobei der Preis auf die Übersetzung fiktionaler Werke beschränkt war und der übersetzte Autor auch bereits verstorben sein konnte; so wurde etwa 1967 eine Casanova- oder 1970 eine Céline-Übersetzung ausgezeichnet. 2018 wurde erstmals wieder ein Übersetzungspreis vergeben, wobei die Auszeichnung nun auch nicht-fiktionale Werke umfassen kann, aber auf lebende Autoren (und Übersetzer) beschränkt ist.
| Jahr       | Übersetzer                         | Autor                | Titel                                                                                                  |
| ---------- | ---------------------------------- | -------------------- | --- |
| 1967       | Gregory Rabassa                    | Julio Cortázar       | Hopscotch                                                                                              |
| 1967       | Willard Trask                      | Casanova             | History of My Life (erster Band von 6)                                                                 |
| 1968       | Howard Hong und Edna Hong          | Søren Kierkegaard    | Journals and Papers (erster Band von 7)                                                                |
| 1969       | William Weaver                     | Italo Calvino        | Cosmicomics                                                                                            |
| 1970       | Ralph Manheim                      | Céline               | Castle to Castle                                                                                       |
| 1971       | Frank Jones                        | Bertolt Brecht       | Saint Joan of the Stockyards                                                                           |
| 1971       | Edward G. Seidensticker            | Yasunari Kawabata    | The Sound of the Mountain                                                                              |
| 1972       | Austryn Wainhouse                  | Jacques Monod        | Chance and Necessity                                                                                   |
| 1973       | Allen Mandelbaum                   | Vergil               | The Aeneid of Virgil                                                                                   |
| 1974       | Karen Brazell                      |                      | The Confessions of Lady Nijo                                                                           |
| 1974       | Helen R. Lane                      | Octavio Paz          | Alternating Current                                                                                    |
| 1974       | Jackson Matthews                   | Paul Valéry          | Monsieur Teste                                                                                         |
| 1975       | Anthony Kerrigan                   | Miguel de Unamuno    | The Agony of Christianity and Essays on Faith                                                          |
| 1977       | Li-Li Ch'en                        |                      | Master Tung’s Western Chamber Romance                                                                  |
| 1978       | Richard Winston und Clara Winston  | Uwe George           | In the Deserts of This Earth                                                                           |
| 1979       | Clayton Eshleman José Rubia Barcia | César Vallejo        | The Complete Posthumous Poetry                                                                         |
| 1980       | William Arrowsmith                 | Cesare Pavese        | Hard Labor                                                                                             |
| 1980       | Jane Gary Harris Constance Link    | Osip E. Mandelstam   | Complete Critical Prose and Letters                                                                    |
| 1981       | Francis Steegmuller                | Gustave Flaubert     | The Letters of Gustave Flaubert                                                                        |
| 1981       | John E. Woods                      | Arno Schmidt         | Evening Edged in Gold                                                                                  |
| 1982       | Robert Lyons Danly                 | Higuchi Ichiyō       | In the Shade of Spring Leaves                                                                          |
| 1982       | Ian Hideo Levy                     |                      | The Ten Thousand Leaves: A Translation of The Man'Yoshu, Japan’s Premier Anthology of Classical Poetry |
| 1983       | Richard Howard                     | Charles Baudelaire   | Les Fleurs du mal                                                                                      |
| 1984– 2017 | Preis nicht vergeben               | Preis nicht vergeben | Preis nicht vergeben                                                                                   |
| 2018       | Margaret Mitsutani                 | Yōko Tawada          | The Emissary                                                                                           |
| 2019       | Ottilie Mulzet                     | László Krasznahorkai | Baron Wenckheim’s Homecoming                                                                           |
| 2020       | Morgan Giles                       | Miri Yū              | Tokyo Ueno Station                                                                                     |
| 2021       | Aneesa Abbas Higgins               | Elisa Shua Dusapin   | Winter in Sokcho                                                                                       |
| 2022       | Megan McDowell                     | Samanta Schweblin    | Seven Empty Houses                                                                                     |
| 2023       | Bruna Dantas Lobato                | Stênio Gardel        | The Words That Remain                                                                                  |